# TOID
 (mai 2020).
Un TOID (TOpographic IDentifier en anglais), dont la prononciation est toyed,  est un identifiant de référence unique attribué par l'Ordnance Survey pour identifier chaque entité géographique de Grande-Bretagne. 
L'identifiant se compose de deux parties : un préfixe « osgb » et un identifiant unique de 13 à 16 chiffres. Par exemple le TOID de la Tour de Londres est le suivant : osgb1000006032892.
On estime à 440 millions le nombre d'entités artificielles ou naturelles auxquelles sont associées un TOID : bâtiments, routes, champs, cabines téléphoniques, monuments, etc.